# 중생동물

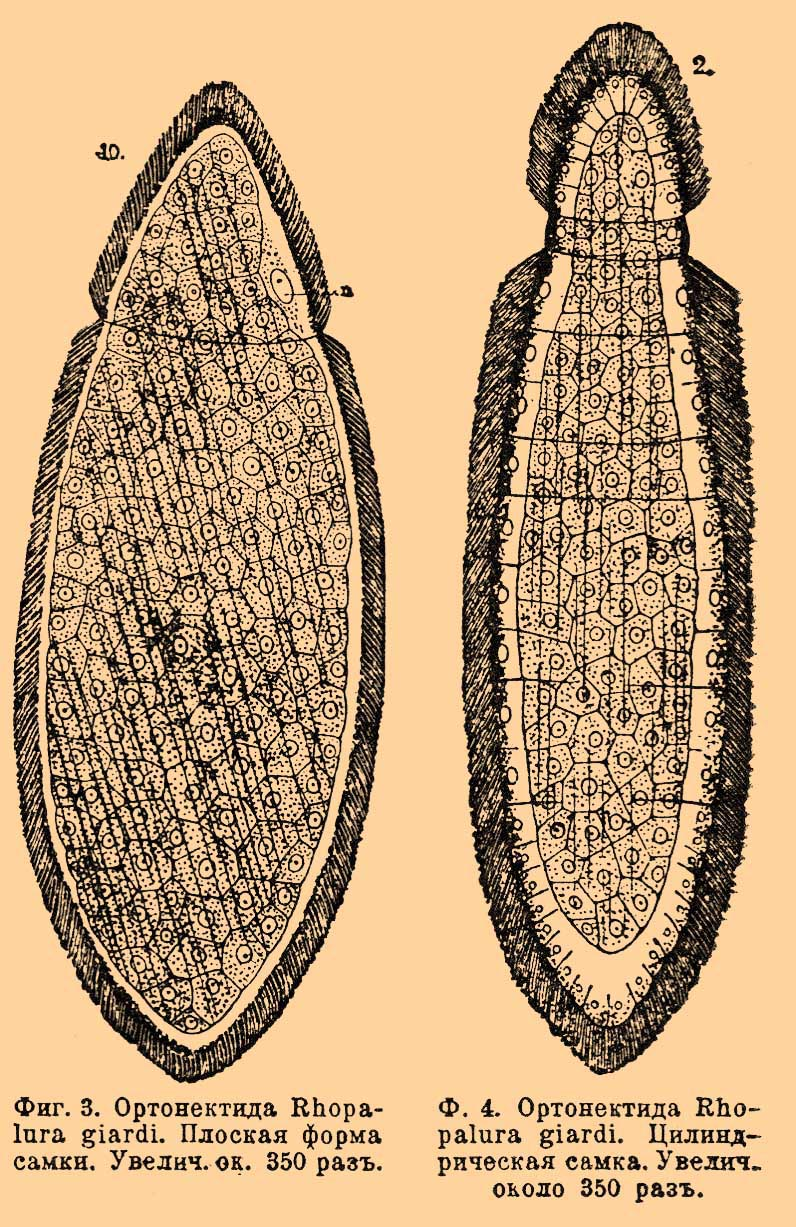

중생동물(中生動物, mesozoa)은 다세포 동물 중 가장 간단한 것으로, 몸의 구조는 발생 과정상의 상실기에 해당한다. 따라서 원생동물과 후생동물의 중간 단계에 있다고 할 수 있다. 현재 지구상에 약 30종 정도가 알려져 있다. 몸은 실 모양이거나 유선형이고 섬모가 있는 한 층의 체피 세포가 둘러싸고 있다. 이배충의 몸은 25개 안팎의 체피세포로 되어 있으며, 그 속에는 축세포가 있다. 체피세포 중 몸의 앞끝에 있는 작은 세포들을 극세포라고 한다. 중생동물은 크게 능형동물과 직유동물로 나뉜다.